# Oka (Angara)
Az Oka (oroszul: Ока, Аха) folyó Oroszország ázsiai részén, Burjátföldön és az Irkutszki területen; az Angara bal oldali mellékfolyója.

## Földrajz
Hossza: 630 km, vízgyűjtő területe: 34 000 km², évi közepes vízhozama: 274 m³/sec.
A Keleti-Szaján Munku-Szardik hegységének lábánál elterülő Oka-tóból ered, Burjátföldön. Keskeny völgye a Keleti-Szaján magas hegyei között kanyarog, medrében sok a veszélyes sziklazátony, zuhatag. Kezdetben északnyugatra, majd északra tart és az Irkutszk–Cseremhov-síkságra ér. Az Angarán létesített Bratszki-víztározóba torkollik, melynek visszaduzzasztó hatása az Okán mintegy 300 km-en át érvényesül.
Főként esővíz táplálja. Október végén – november elején befagy és április végéig – május elejéig jég borítja.
A folyó partján fekvő város, Zima fontos közlekedési csomópont. Hídján vezet át a Krasznojarszk–Irkutszk közötti autóút és a transzszibériai vasútvonal Irkutszk felé leágazó vasúti fővonala. Északabbra fekszik a másik partmenti város, Szajanszk, az Irkutszki terület fiatal iparvárosa.